# Khaled Serwash
Khaled Serwash (Arabic:خالد سرواش) (sinh ngày 21 tháng 5 năm 1991) là một cầu thủ bóng đá người Các Tiểu vương quốc Ả Rập Thống nhất. Hiện tại anh thi đấu cho Ras Al Khaima.